# Tadeusz z Edessy
Tadeusz z Edessy – według tradycji kościołów wschodnich był jednym z siedemdziesięciu dwóch uczniów Chrystusa i pierwszym z patriarchów Kościoła Wschodu jako Mar Addai (aram. ‏ܡܪܝ ܐܕܝ‎).
Tradycja ta kłóci się z katolicką, która utożsamia osobę Tadeusza z Edessy z Judą Tadeuszem, jednym z Dwunastu Apostołów. Łacińska i wschodnia wersja legendy są jednak zgodne co do tego iż dokonał on chrystianizacji Edessy za panowania Abgara V, pisze o tym Euzebiusz z Cezarei w Historii kościelnej. Trzeba jednak zastrzec że kościół katolicki nie uważa opowieści o Abgarze V za rzeczywistą, przeciwko jej prawdziwości wypowiadali się już Święty Augustyn i Hieronim. W V wieku papież Gelazy I oficjalnie uznał ją za Apokryf.
Spór co do osoby Tadeusza i jego dokonań istnieje również w nauce. Wydaje się, że obecnie większość uczonych odrzuca opowieść o Tadeuszu. Pojawił się pogląd iż jest to legenda wymyślona w Edessie za czasów panowania Abgara IX, w celu dodania splendoru tamtejszemu kościołowi jako pochodzącemu od Apostołów. O ile autentyczność opisywanych przez Euzebiusza faktów budzi powszechne wątpliwości, o tyle w kwestii identyfikacji Tadeusza z Edessy zdania są podzielone. Argumentem na rzecz istnienia Tadeusza i nie identyfikowania go z Judą jest odmienna terminologia stosowana przez Euzebiusza. Pisząc o Tomaszu we fragmencie dotyczącym Tadeusza używa on sformułowania "jeden z dwunastu" zaś o Tadeuszu pisze "Tadeusza, należącego do grona 70 uczniów Chrystusowych". Gdyby, zdaniem "obrońców" Tadeusza, Euzebiusz miał na myśli Judę, napisał by o nim, podobnie jak o Tomaszu "jeden z dwunastu". Istnieje jednak teoria, iż sformułowania te są błędem interpretacji i złego tłumaczenia tekstu Historii kościelnej Euzebiusza z Cezarei.

## Źródła
Postać Tadeusza, jednego z siedemdziesięciu, pojawia się w Historii kościelnej Euzebiusza z Cezarei przy okazji opowieści o nawróceniu Abgara V na chrześcijaństwo. Jeżeli identyfikacja Tadeusza z Edeessy z Mar Addajem jest prawidłowa, to również Żywot Addaja traktuje o jego losach.

## Życiorys
W tradycji wschodniej Tadeusz urodził się w żydowskiej rodzinie zamieszkującej Edessę. Pewnego raz przybył do Jerozolimy, gdzie natknął się na Świętego Jana Chrzciciela. Pod wpływem jego nauk zdecydował się przyjąć chrzest w Jordanie i pozostać w Palestynie. Później spotkał Chrystusa i stał się jednym z jego zwolenników. Został wybrany przez Jezusa na jednego z siedemdziesięciu uczniów, których wysyłał w różne strony aby głosili jego nauki.
Według Euzebiusza z Cezarei panujący w Edessie król Abgar zapadł na nieuleczalną chorobę a słysząc o dokonującym uzdrowień Jezusie napisał doń list z prośbą o uzdrowienie. Chrystus miał mu odpisać, iż błogosławi go z powodu jego wiary, ale z powodu misji którą nałożył nań Ojciec nie może przybyć i osobiście go uzdrowić. Obiecał mu jednak że "Gdy zaś wstąpię, tedy pośle do Ciebie jednego z uczniów moich". Po wniebowstąpieniu Tomasz posłał do Edessy Tadeusza. Ten zatrzymał się w domu niejakiego Tobiasza, syna Tobiasza i zaczął głosić Słowo Boże, dokonując przy tym wielu cudów i uzdrowień. Gdy doniesiono o tym Abgarowi, zrozumiał on że to tego człowieka miał na myśli Chrystus. Rozkazał aby Tadeusz stawił się przed nim. Przy spotkaniu Abgar miał widzenie, dzięki któremu pozbył się resztek wątpliwości co do osoby Tadeusza. Został uzdrowiony wraz z niejakim Abdosem. Tadeusz polecił Abgarowi aby jeśli chce słuchać nauk Chrystusa zebrał swoich poddanych, co ten uczynił. Wielu, razem z władcą przyjęło wówczas chrystianizm.
Później, według tradycji wschodniej, Tadeusz miał pełnić posługę kapłańską w Edessie i wybudować tam kościół, przy czym pomagać miał mu Juda Tadeusz. Udał się również do Bejrutu gdzie także głosił Słowo Boże i zbudował kościół. Tradycje poszczególnych kościołów różnią się między sobą w kwestii jego śmierci. Wedle jednych zmarł i został pochowany w Bejrucie, według innych w Edessie, zaś Apostolski Kościół Ormiański przypisuje mu męczeńską śmierć przez ścięcie mieczem.